# Teoría de James-Lange
La teoría de James-Lange es una hipótesis sobre el origen, la naturaleza y la transmisión de las emociones.
La teoría fue propuesta por William James y Carl Lange simultáneamente, pero de forma independiente, en 1884. La teoría de James-Lange propone que la corteza cerebral recibe e interpreta los estímulos sensoriales, produciendo cambios en los órganos viscerales a través del sistema nervioso autónomo y en los músculos del esqueleto a través del sistema nervioso somático cuya percepción provocan emociones.
La teoría establece que, como respuesta a las experiencias y estímulos, el sistema nervioso autónomo crea respuestas fisiológicas (tensión muscular, lagrimeo, aceleración cardiorrespiratoria...) a partir de las cuales se crean las emociones. Lange incluso llegó a afirmar que los cambios vasomotores eran las emociones.
Básicamente, esta teoría se oponía a la idea proveniente del sentido común, en donde la percepción conllevaba una emoción y esta provocaba una reacción fisiológica. Tanto James como Lange proponían un modelo en el que la reacción fisiológica ante el estímulo era la que provocaba la emoción: No lloro porque tengo pena, sino que tengo pena porque lloro.
Un ejemplo clásico de James es el del oso: el sentido común nos dice que el ver un oso provoca miedo, lo cual nos impulsa a correr. James dice que la respuesta adecuada ante un oso es correr, lo cual impulsa a sentir miedo.
En el estudio de la biopsicología de la emoción, esta teoría es un hito muy importante, al buscar un mecanismo fisiológico para las emociones. Aunque ya superada, no hay manual de psicología o psicobiología que se precie que no le dedique un apartado. La teoría se superó en los años 1920 al proponerse la teoría de Cannon-Bard.

## Las dos cadenas de la emoción
La era moderna de la investigación sobre la emoción comenzó cuando James se preguntó si los sentimientos provocan respuestas emocionales o si las respuestas provocan los sentimientos. Al responder que las respuestas provocan los sentimientos, comenzó un debate ya abierto un siglo atrás sobre el origen de los sentimientos, a menudo se ha pasado por alto la pregunta sobre qué provoca las respuestas.
Estímulo (Serpiente) → emoción (miedo) → Respuesta (correr)
Estímulo (Serpiente) → Respuesta (correr)  → emoción (miedo)

## Teoría del feedback sensorial
La solución que James ofreció para la secuencia estímulo-sentimiento fue que el feedback (retroalimentación) de las respuestas determina el sentimiento. Debido a que emociones diferentes tienen respuestas diferentes, el feedback hacia el cerebro será diferente y, según James, eso justifica el modo en que nos sentimos en tales situaciones.
Estímulo → Respuesta → Feedback → Sentimiento
Un estímulo externo, como ver un oso, es percibido por las zonas sensoriales de la corteza cerebral. A través de la corteza motora, se controlan las respuestas, como huir. Las sensaciones producidas por las respuestas regresan a la corteza cerebral, donde se perciben. La percepción de las sensaciones físicas asociadas a las respuestas emocionales es lo que caracteriza a la emoción.